# 施正鋒
施正鋒（1958年2月24日—），生於台灣台中縣，政治學學者，為國立東華大學民族事務與發展學系教授，曾任淡江大學公共行政學系暨公共政策研究所教授、國立東華大學原住民民族學院院長暨民族發展研究所教授。
曾任台灣獨立建國聯盟秘書長、台灣國際研究學會第一至二屆秘書長、台灣國際研究學會第三至五屆副理事長、國家展望文教基金會董事長、台北市政府市政顧問。政治立場親近呂秀蓮，是呂秀蓮的政治顧問之一，與楊憲宏並列為呂秀蓮的兩大策士。

## 學歷
施正鋒學歷為國立台灣大學農業經濟學學士、美國愛荷華州立大學政治學碩士、美國俄亥俄州立大學政治學博士。

## 生平
2012年3月29日，因士林文林苑都市更新爭議案，施正鋒不滿台北市政府強拆的態度，宣布辭去台北市政府市政顧問。
2014年5月29日，施正鋒、台灣獨立運動人士陳婉真、民主進步黨創黨元老魏耀乾與中國醫藥大學學生邱彥維宣布成立台獨政治團體「甲午變天」。
2016年中華民國總統選舉，施正鋒擔任民進黨總統候選人蔡英文全國競選總部族群政見小組召集人。但2017年5月30日，施正鋒、國立政治大學教授陳芳明、東吳大學教授陳瑤華、國立陽明大學教授黃嵩立、作家朱天衣等人公開聲援凱道部落，抨擊蔡英文政府轉型正義偏離軌道。2019年5月20日，施正鋒更批評，蔡英文政府無心處理臺灣原住民族政策，卻把蔡英文在2016年總統選舉時提出的原住民族九大政見偷天換日、號稱已達成九成。
2019年6月22日，針對《公民投票法》修法爭議，施正鋒表示，民進黨以「強化國安、護主權」為由剝奪台灣人表達自決的權利，台派裝聾作啞，他羞愧宣布退出台灣獨立建國聯盟與台灣教授協會。
2019年7月20日，喜樂島聯盟於集思台大會議中心國際會議廳舉行「政黨成立大會」，首任黨主席羅仁貴宣布副主席為施正鋒。2019年7月22日，施正鋒表示，民進黨只不過是捍衛由中華民國體制而來的權柄及利益，民進黨不要老是以「捍衛本土政權」欺騙選民，泛綠選民絕非民進黨的禁臠。2019年8月19日，施正鋒指出，喜樂島聯盟對蔡英文政府相當有意見，會在2020年中華民國總統選舉自己推出總統候選人，不是反蔡英文，而是蔡英文「打壓東奧正名、實質沒收人民公投權、懼怕制憲正名、反對獨立建國」。
2020年10月17日，喜樂島聯盟黨主席羅仁貴辭職，施正鋒為第二任黨主席；11月4日，施正鋒辭職退黨。

## 個人生活
施正鋒之妻為國立臺灣大學農業經濟學系教授吳珮瑛，沒有臉書帳號、不用手機，當下看到社會亂象，徵得施正鋒同意，就在施正鋒臉書留言區貼文。

## 外部連結
- 施正鋒博士個人網站 （页面存档备份，存于）
- 施正鋒的Facebook專頁
- 《民報》施正鋒專欄 （页面存档备份，存于）